# Nasendoktorfische
Die Nasendoktorfische sind eine Unterfamilie der Doktorfische, welche nur aus einer gleichnamigen Gattung besteht. In der Familie der Doktorfische sind sie die Riesen. Der Langnasen-Doktorfisch wird bis zu einem Meter lang.
Die Nasendoktorfische haben zwei scharfe, dornartige Hornplatten an der Schwanzwurzel, mit denen sie sich verteidigen und auch Menschen verletzen können. Typisch für sie ist eine Auswülstung auf der Stirn – die „Nase“.
Nasendoktorfische leben von Zooplankton, das sie in der Nähe von Korallenriffen jagen. Anders als andere Doktorfischarten bilden Nasendoktorfische keine Fressschwärme aus. Sie sind überwiegend einzeln oder in kleinen Trupps zu beobachten.

## Arten
Zu den Arten der Nasendoktorfische zählen:
- Artengruppe Brevirostris

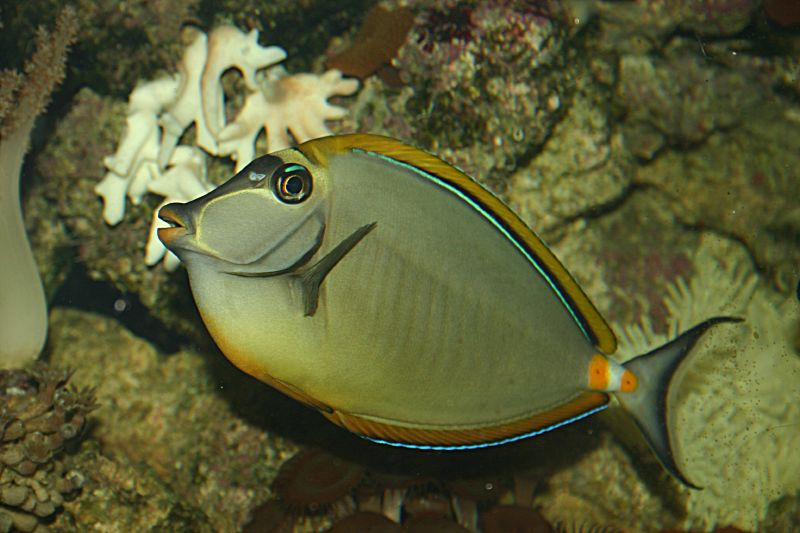
Gelbklingen-Nasendoktor (Naso lituratus)

  - Weißband-Nashornfisch (Naso annulatus)
  - Langnasen-Nasendoktorfisch (Naso brevirostris)
  - Blauschwanz-Nasendoktorfisch (Naso caeruleacauda)
  - Schwarzlippen-Nasendoktorfisch (Naso caesius)
  - Blauklingen-Nasendoktorfisch (Naso hexacanthus)
  - Lopez-Nasendoktorfisch (Naso lopezi)
  - Gefleckter Nasendoktorfisch (Naso maculatus)
  - Kleiner Nasendoktorfisch (Naso minor)
  - Einplatten-Nasendoktorfisch (Naso thynnoides)
  - Masken-Nasendoktorfisch (Naso vlamingi)
- Artengruppe Lituratus
  - Buckelnasen-Doktorfisch (Naso brachycentrodon)
  - Pferdekopf-Nasendoktorfisch (Naso fangeni)
  - Gelbklingen-Nasendoktor (Naso lituratus)
  - Buckelnasen-Nasendoktorfisch (Naso tuberosus)
  - Kurznasen-Doktorfisch (Naso unicornis)